# Bird (2024)
Bird ist ein Filmdrama von Andrea Arnold. In den Hauptrollen des Coming-of-Age-Films sind die Nachwuchsschauspielerin Nykiya Adams und Barry Keoghan als Tochter und Vater und in der Titelrolle Franz Rogowski zu sehen. Der Film feierte im Mai 2024 bei den Internationalen Filmfestspielen in Cannes seine Premiere. Der Kinostart in den USA und im Vereinigten Königreich war im November 2024, in Deutschland im Februar 2025.

## Handlung

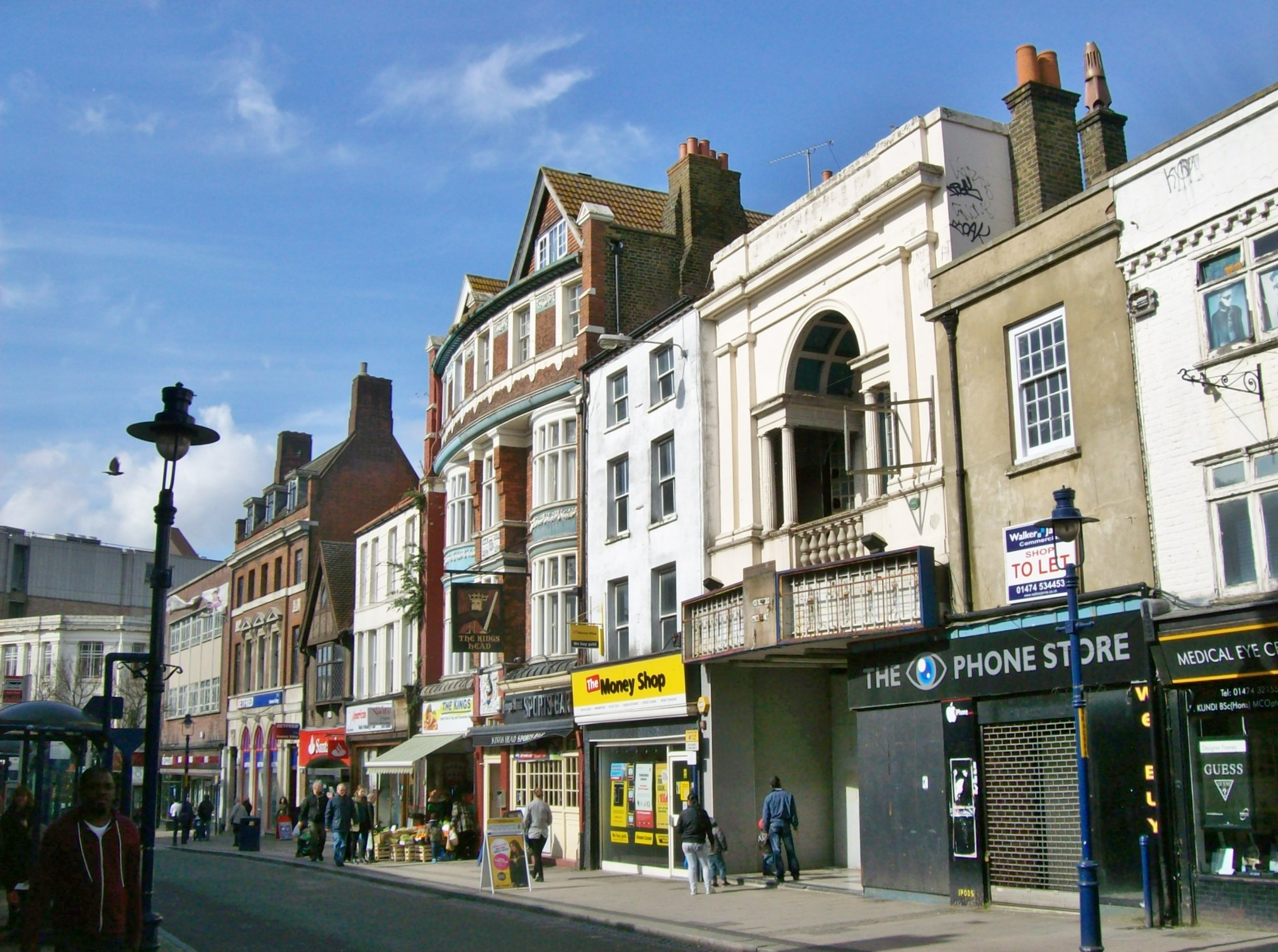
Bailey und die anderen Mitglieder ihrer Patchwork-Familie leben in Gravesend

Die 12-jährige Bailey lebt mit ihrem etwas älteren Halbbruder Hunter und ihrem Vater Bug zusammen mit einer Reihe weiterer Menschen in einem besetzten Haus in der Hafenstadt Gravesend im Norden von Kent unweit von London. Bug ist arbeitslos, und seine neuste Geschäftsidee ist der Verkauf eines halluzinogenen Schleims, den er aus einer importierten Kröte namens „the“ gewinnt.
Baileys Mutter Peyton und ihre drei jüngeren Schwestern wohnen am anderen Ende der Stadt. Peytons neuer Partner heißt Skate und neigt zu Gewaltausbrüchen. Bug hat sich vor kurzem mit seiner Freundin Kayleigh verlobt und verbringt nicht viel Zeit mit seinen Kindern. Die Hochzeit ist für Samstag geplant, wovon Bailey erst im Laufe der Woche erfährt. Bailey sucht anderswo nach Aufmerksamkeit und Abenteuer. Das Mädchen ist sich in Bezug auf ihre Geschlechtsidentität unsicher, trägt kurze Haare und androgyne Kleidung. Sie möchte Hunter und seine Freunde begleiten, die als Vigilanten unterwegs sind. Neugierig folgt Bailey ihnen und wird Zeugin, wie die Jungen in ein Haus eindringen und einen Mann mit einem Messer bedrohen. Die Polizei wird schnell gerufen, und Bailey flüchtet in ein leeres Feld, wo sie die Nacht verbringt.
Am nächsten Morgen trifft Bailey einen freundlichen Vagabunden namens Bird, der mit deutschem Akzent redet und mit einem Rock und einem Second-Hand-Pullover bekleidet ist. Er erklärt ihr, auf der Suche nach einem bestimmten Gebäude zu sein und Bailey zeigt ihm die Richtung. Anschließend folgt sie ihm und im Wohnkomplex findet Bug seine Tochter und erteilt ihr Hausarrest, weil sie nachts nicht heimgekommen ist. Bailey erfährt, dass Bird nach seiner Mutter gesucht hat, die einst in diesem Hochhaus lebte, aber vor langer Zeit spurlos verschwand, als er noch ein Kind war. Langsam fasst sie Vertrauen zu ihm und schlägt vor, dass ihre eigene Mutter Peyton ihm helfen könnte, da sie vor Jahren ebenfalls dort lebte.
Bei Peyton zu Hause erkundigen sich Bailey und Bird nach den früheren Bewohnern, werden jedoch von Peytons Freund Skate unterbrochen, der eine feindselige Haltung zeigt. Es kommt zum Streit zwischen Bailey und Skate, woraufhin Bailey ihn filmt. Peyton erinnert sich noch an den Namen von Birds Vater und Bailey und Bird verschwinden vor Skate. Bailey schickt das Video an Hunter, der ihr verspricht, dass er und seine Gruppe Skate angreifen werden, um ihre Mutter und ihre Halbgeschwister zu retten. Am nächsten Tag nimmt Bailey ihre Halbgeschwister mit auf einen Ausflug zum Strand, weil sie davon ausgeht, dass Hunter und seine Freunde Skate überfallen werden. Bird ist auch dabei und sie finden dabei das Haus von Bird's Vater. Für ihn ist die Begegnung ein Schock. Er wusste, dass er einen Sohn hatte, aber er verließ damals seine Familie.
Die Gruppe macht sich auf den Heimweg und das Haus von Peyton ist verlassen. Als Bailey ihre Geschwister zu Bett bringt, kehren Peyton und Skate heim und Skate misshandelt Peyton körperlich. Bailey, die realisiert, dass kein Anschlag auf Skate stattgefunden hat, versucht, ihn zu stoppen, doch er schlägt sie zu Boden. Bird betritt die Wohnung und stellt sich Skate entgegen, wird aber ebenfalls brutal niedergeschlagen. Während Bailey sich langsam erholt, beobachtet sie, wie Bird sich in ein Wesen mit Federn, großen Flügeln und vogelähnlichen Augen verwandelt. Er kämpft erneut gegen Skate, trägt ihn schließlich nach draußen, schlägt ihn bewusstlos, packt ihn mit seinen Krallen und fliegt mit ihm davon.
Am nächsten Tag steht die Hochzeit von Bug und Kayleigh an, aber Hunter ist verschwunden. Er will mit seiner Freundin, die von ihm schwanger ist, nach Schottland abhauen. Bug und Bailey fahren zum Bahnhof, wo sie Hunter alleine antreffen, der traurig ist, weil seine Freundin nicht zur Flucht erschienen ist. Bug tröstet Hunter und sagt ihm, dass er zu jung für die Vaterschaft sei. Die drei kehren nach Hause zurück und nehmen an der Hochzeit von Bug und Kayleigh teil, wobei Bailey nun eine positivere Einstellung zur Zeremonie hat. Während der Feier taucht Bird unerwartet auf und umarmt Bailey zum Abschied. Als er geht, zeigt sich, dass Baileys Augen nun ebenfalls vogelartig sind – genau wie die von Bird.

## Produktion

### Regie und Drehbuch
Regie führte die Britin Andrea Arnold, die auch das Drehbuch schrieb. Die für ihren Kurzfilm Wespen mit dem Oscar ausgezeichnete Arnold ist besonders für ihre Spielfilme Red Road, Fish Tank und American Honey bekannt. In ihrem letzten Film, dem Dokumentarfilm Cow, zeichnete Arnold ein Porträt zweier Kühe, die in einem Milchviehbetrieb leben.
Arnold stammt selbst aus Kent und wuchs in einer Sozialsiedlung auf. Sie ist das älteste von vier Geschwistern, und ihre Mutter war erst 16 Jahre alt, als sie ihr erstes Kind bekam. Sie verbrachte viel Zeit draußen auf den Straßen, zog sich quasi selbst groß und musste früh Verantwortung für ihre kleineren Geschwister übernehmen.
Die Regisseurin erklärte, alles habe mit einem einzelnen Bild begonnen, das ihr nicht mehr aus dem Kopf gegangen sei: „Ein nackter Mann. Ein sehr großer, nackter Mann, der nachts auf dem Dach eines mehrstöckigen Apartmentblocks steht. Er ist umgeben von Nebel und hat einen langen Penis. Keine Ahnung, warum. Ich überlegte: Wo steht dieses Gebäude? Wohnt er da? Warum ist er nackt? Was bedeutet der lange Penis?“

### Besetzung und Dreharbeiten
Barry Keoghan spielt in der Hauptrolle Bug und Franz Rogowski in der Titelrolle Bird. Nykiya Adams und Jason Buda sind in den Rollen der Halbgeschwister Bailey und Hunter zu sehen. Jasmine Jobson spielt Baileys Mutter Peyton und James Nelson-Joyce deren neuen Partner Skate. Frankie Box ist in der Rolle von Bugs Verlobter Kayleigh zu sehen. In weiteren Rollen spielen Rhys Yates und Joanne Matthews. Das Casting übernahm Lucy Pardee.
Die Dreharbeiten fanden ab Juni 2023 in Gravesend, Dartford, Ashford und Bean in der Grafschaft Kent im Süden Englands statt. Weitere Aufnahmen entstanden im Juli 2023 auf der Isle of Sheppey, einer Insel im Mündungstrichter der Themse. Als Kameramann fungierte der Ire Robbie Ryan, mit dem Arnold die meisten ihrer bisherigen Filme drehte.

### Marketing und Veröffentlichung
Die Premiere des Films erfolgte am 16. Mai 2024 bei den Internationalen Filmfestspielen in Cannes, wo er im Wettbewerb um die Goldene Palme konkurrierte. Im Vorfeld sicherte sich der Streamingdienst Mubi die Rechte für das Vereinigte Königreich und Irland für den Film. Ende August, Anfang September 2024 erfolgten Vorstellungen beim Telluride Film Festival. Im September 2024 wurde Bird beim Toronto International Film Festival vorgestellt. Ebenfalls im September 2024 wird er beim San Sebastian International Film Festival und bei der Filmkunstmesse Leipzig vorgestellt. Ende September, Anfang Oktober 2024 wird er beim Vancouver International Film Festival gezeigt. Die Deutschlandpremiere erfolgte am 2. Oktober 2024 beim Filmfest Hamburg. Im weiteren Verlauf des Monats wird Bird beim London Film Festival, beim Zurich Film Festival, beim Austin Film Festival, beim AFI Fest und beim Chicago International Film Festival gezeigt. Der erste Trailer wurde Mitte Oktober 2024 vorgestellt. Am 8. November 2024 kam der Film in den USA und im Vereinigten Königreich in die Kinos. Ebenfalls im November 2024 wurde er beim Braunschweig International Film Festival gezeigt. In die deutschen Kinos wird Bird von MFA+ gebracht. Am 20. Februar 2025 kam der Film in die deutschen Kinos.

## Rezeption

### Altersfreigabe und Kritiken
In Deutschland wurde der Film von der FSK ab 16 Jahren freigegeben. In der Begründung heißt es,  die Geschichte sei überwiegend ruhig und mit genauer Schilderung von Milieu und sozialer Situation erzählt. Dabei konzentriere sich die Perspektive auf die Protagonistin und ihre Gefühlswelten. 16-Jährige könnten die Darstellung selbstschädigenden Verhaltens von Kindern und Jugendlichen wie Alkoholkonsum und Rauchen in den Kontext einordnen und sich distanzieren, und auch einzelne Momente brutaler Gewalt könne diese Altersgruppe verarbeiten.
Von den bei Rotten Tomatoes aufgeführten Kritiken sind 86 Prozent positiv bei einer durchschnittlichen Bewertung mit 7,4 von 10 möglichen Punkten. Bei Metacritic erhielt der Film einen Metascore von 74 von 100 möglichen Punkten.
Michael Meyns schreibt in seiner Kritik für Filmstarts, Andrea Arnold gelinge es in Bird hervorragend, das Leben in diesen prekären Familienverhältnissen darzustellen. Es scheine, ihr gehe es in dem Film diesmal ganz besonders darum, die Schönheit in einer Situation zu finden, die auf den ersten Blick alles andere als anziehend wirkt. Mit seinem markanten Gesicht, seinem leichten Lispeln und seiner ganz eigenen Art passe Franz Rogowski perfekt in die Rolle des merkwürdigen Außenseiters Bird, der wie ein Wesen aus einer anderen Welt wirke, einerseits real, andererseits enigmatisch und möglicherweise nur in Bailys Einbildung existierend. Allerdings sei die Geschichte am Ende doch ein wenig zu nah an Arnolds persönlichen Erinnerungen, und so würden die einzelnen Elemente diesmal nicht ganz zusammenfinden.
Michael Gasch schreibt in seiner Kritik für uncut.at, die Optik des Films erinnere an das Sozialdrama-Kino Ken Loachs, der zuletzt mit The Old Oak ebenfalls die gesellschaftlichen Spannungen unter die Lupe nahm. Auch Regisseurin Andrea Arnold nehme sich einer maximal authentischen Darstellung an und gebe erneut ihren Schauspielern völlige Kontrolle, wie es schon in früheren Werken der Fall war. Dies erzeuge nicht nur einen hohen Grad an Authentizität, womit die Stimmung zwischen Hilflosigkeit und Wut gefühlvoll festgehalten wird, sondern auch ein Gefühl, selbst Teil dieser Welt zu sein, treffe jedoch nur auf die ersten zwei Drittel des Films zu, da es gegen Ende hin eine überraschende Wendung gibt, wenn sich zu den Coming-of-Age- und Sozialdrama-Elementen Magischer Realismus als dritte Komponente hinzugesellt. Narrativ kämen komplexe Themen wie Verantwortung, menschliche Entfaltung und die Zeichnung, wie Traumata entstehen, hinzu, die alles abrunden. Michael Gasch bemerkt weiters, dass Bird nicht frei von Kritik sei, da manche Figuren stellenweise zu wenig Zeit eingeräumt bekämen.
Eines „der Juwele dieses Wettbewerbs“ in Cannes 2024 nennt Maria Wiesner in der Frankfurter Allgemeinen Zeitung das Werk Andrea Arnolds. „Sobald ein Filmfestival seine Halbzeit erreicht, entstehen zwischen unterschiedlichsten Werken Querverbindungen – und besonders starke Szenen tauchen nach Tagen im Gedächtnis auf. Wenn Nykiya Adams ihr Gesicht in die gefiederten Arme eines Mannes mit gelben Adleraugen vergräbt, Halt sucht und Freundschaft findet – dann ist das so ein Moment.“ Ihn schenke Arnold in Bird. Sie wage nicht nur stofflich, sondern auch formal viel. Ihre Augenhöhe mit den Figuren verhindere Herablassung und lote Menschlichkeit bis zum Grund hin aus: „Oft heftig, schrecklich, schön und sehr wahr.“

### Auszeichnungen
Black Reel Awards 2025
- Nominierung als Bester internationaler Film[38]

British Academy Film Awards 2025
- Nominierung als Bester britischer Film (Andrea Arnold, Tessa Ross, Juliette Howell und Lee Groombridge)[39]

British Independent Film Awards 2024
- Nominierung für die Beste Regie (Andrea Arnold)
- Nominierung für die Beste Nebenrolle (Barry Keoghan)
- Auszeichnung für die Beste Nebenrolle (Franz Rogowski)
- Nominierung für die Beste Nachwuchsleistung (Nykiya Adams)
- Nominierung für das Beste Casting (Lucy Pardee)
- Nominierung für den Besten Schnitt (Joe Bini)
- Nominierung für die Beste Filmmusik (Burial)[40][41]

Europäischer Filmpreis 2024
- Nominierung für die Beste Regie (Andrea Arnold)
- Nominierung als Bester Darsteller (Franz Rogowski)

Filmfest Hamburg 2024
- Auszeichnung mit dem Douglas Sirk Award (Andrea Arnold)[42]

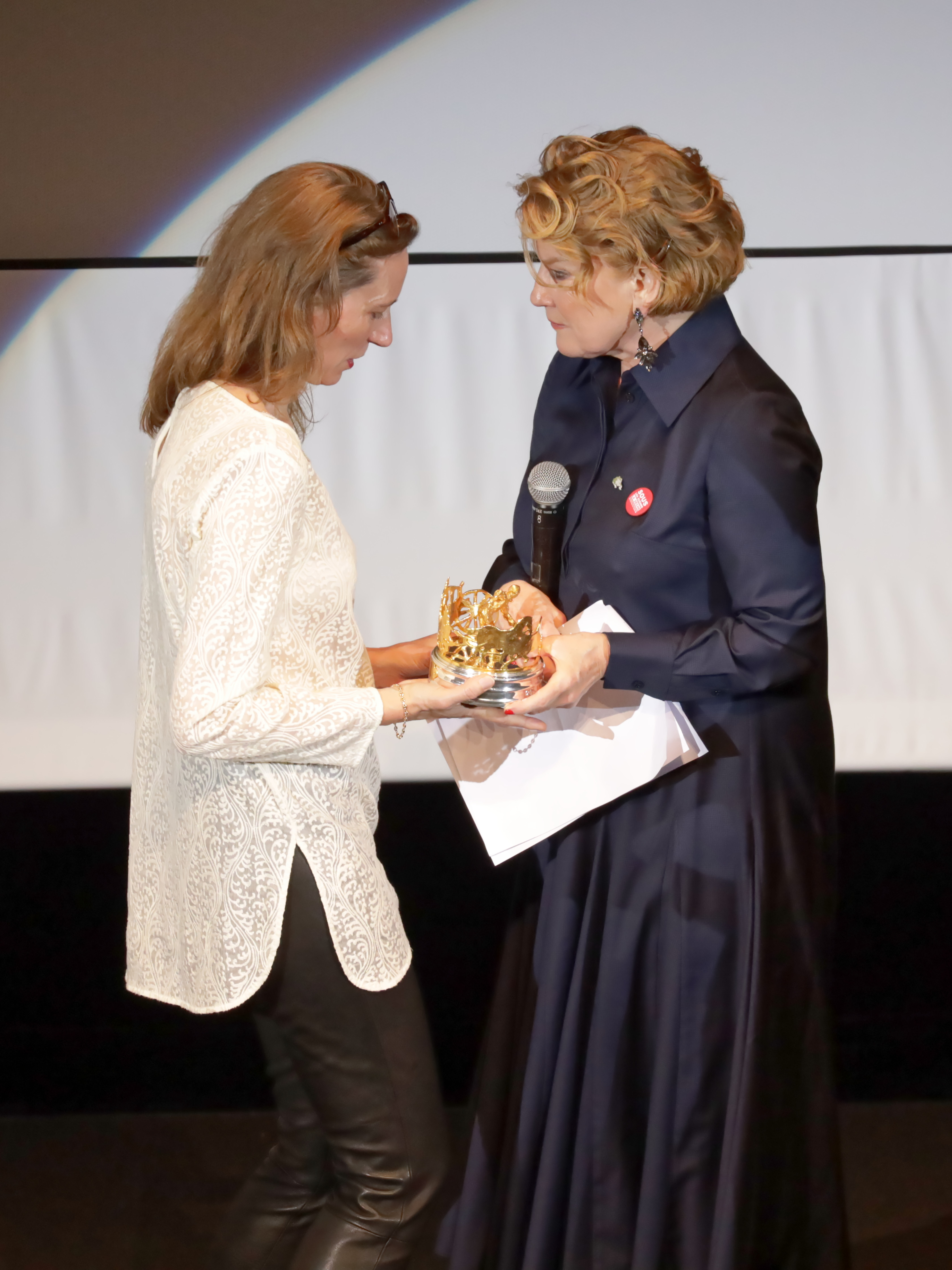
In Cannes wurde Regisseurin Andrea Arnold auch mit der Carrosse d’Or ausgezeichnet

Internationale Filmfestspiele von Cannes 2024
- Nominierung für die Goldene Palme
- Nominierung für die Queer Palm
- Auszeichnung mit dem Prix de la Citoyenneté[44][45]

Irish Film and Television Awards 2025
- Nominierung als Bester Nebendarsteller (Barry Keoghan)
- Auszeichnung für die Beste Kamera (Robbie Ryan)[46][47]

London Critics’ Circle Film Awards 2025
- Nominierung als Bester Film
- Nominierung für den Attenborough Award
- Nominierung für die Beste schauspielerische Nachwuchsleistung (Nykiya Adams)
- Auszeichnung in der Kategorie Young British/Irish Performer Of The Year  (Nykiya Adams)[48][49]

National Board of Review Awards 2024
- Aufnahme in die Top 10 der Independent-Filme[50]

San Sebastian International Film Festival 2024
- Nominierung in der Sektion Perlak[20]